# Уэст, Эмберли
Эмберли Динн Уэст (англ. Amberleigh Deann West; род. 1991) — американская модель, девушка месяца Playboy за январь 2016. Поскольку она появилась в двойном выпуске Playboy за январь / февраль 2016 года, Эмберли стала одной из двух последних Playmates, которые позируют обнаженными для журнала (вместе с «Мисс Февраль» Кристи Гаретт), потому как изданием было принято решение отказаться от обнажённой натуры на своих страницах.

## Биография
Эмберли выросла на Тихоокеанском северо-западе, что оказало огромное влияние на её детство. Она неплохо училась в школе, основной интерес проявляя к языку и философии. До модельной карьеры Уэст была провинциальной девушкой, работающей в юридической фирме и читающей на досуге Айн Рэнд. Она совсем не была уверена в своей привлекательности, хотя ей и говорили, что она похожа на Эмму Уотсон, одну из любимых её актрис.
Она всегда мечтала стать актрисой и часто брала мамину видеокамеру, чтобы снять себя. Эмберли надеется, что модельная карьера и звание Playmate станут для неё трамплином в Голливуд.
Проживает в Маунт-Верноне.